# Alhama de Murcia
Alhama de Murcia település Spanyolországban, Murciában. Alhama de Murcia Fuente Álamo de Murcia, Librilla, Murcia, Totana, Mula és Mazarrón községekkel határos. Lakosainak száma 23 578 fő (2024).

## Népesség
A település népessége az elmúlt években az alábbi módon változott:
| Lakosok száma | 16 225 | 17 717 | 18 996 | 19 860 | 20 915 | 21 298 | 21 448 | 22 077 | 22 691 | 23 578 |
|               | 2001   | 2004   | 2007   | 2009   | 2012   | 2014   | 2017   | 2019   | 2022   | 2024   |